# 春・元気ですか!? 靖子 in 四国

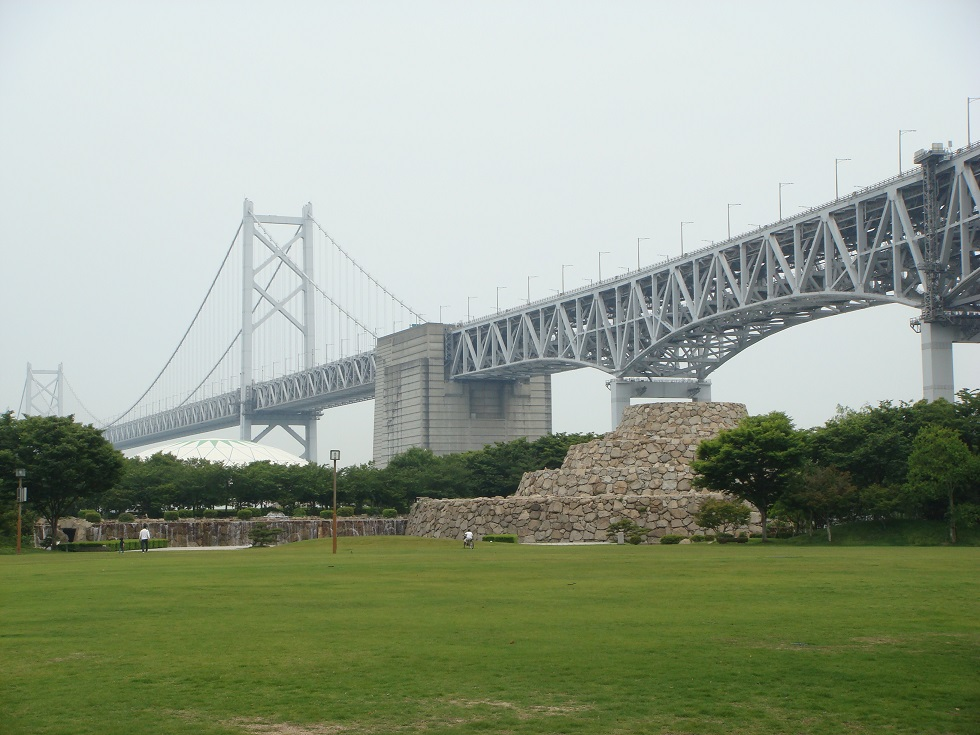
瀬戸大橋記念公園（瀬戸大橋博'88 / 四国の会場跡に整備された都市公園〈総合公園〉）から瀬戸大橋を望む。白屋根の建物はマリンドームである

『春・元気ですか!? 靖子 in 四国』（はる げんきですか やすこ いん しこく）は、1988年4月に西日本放送の制作で放送された特別番組である。

## 概要
「富田靖子のどっきん四国体験の旅」と題し、香川県瀬戸大橋架橋記念博覧会（瀬戸大橋博'88 / 四国）の模様（同会場で開催したミニライブを含む）と1988年（昭和63年）4月10日に全面開業した本四備讃線（番組内では瀬戸大橋線と紹介したため、当項の記述はそれに合わせることを原則とする）のドキュメント、高松駅1日駅長・瀬戸大橋線乗車体験、富田のミニドラマなどを放送した。

## 放送内容

### メインコーナー
- 瀬戸大橋ウォーク香川
  - 開通を目前に控えた瀬戸大橋を富田と地元市民らが歩く様子を放送（1988年4月3日開催）。富田がファンサービスに応えるシーンもあった。
- 瀬戸大橋博'88 / 四国（香川県瀬戸大橋架橋記念博覧会）
  - 富田がJR四国館（四国旅客鉄道（JR四国）のパビリオン）で瀬戸大橋線の運転シミュレーターを体験する様子、どだま獅子[注 1][1][2]を紹介するリポーターに挑む様子などを放送。
- 高松駅1日駅長に密着
  - 瀬戸大橋線の開業日（1988年4月10日）に1日駅長を務めた、富田の密着ドキュメント[注 2]。
- 瀬戸大橋線乗車体験
  - 「高松駅1日駅長に密着」のおまけ企画。富田が快速マリンライナーに乗車し、瀬戸大橋線の乗車を体験する。なお、この時に高松駅で撮影された写真は後日、オレンジカードとして発売された[注 3]。

備考
当番組で放送したメインコーナーにはタイトルが付かなかったため、ここでは各コーナーにタイトルを付した（便宜上）。

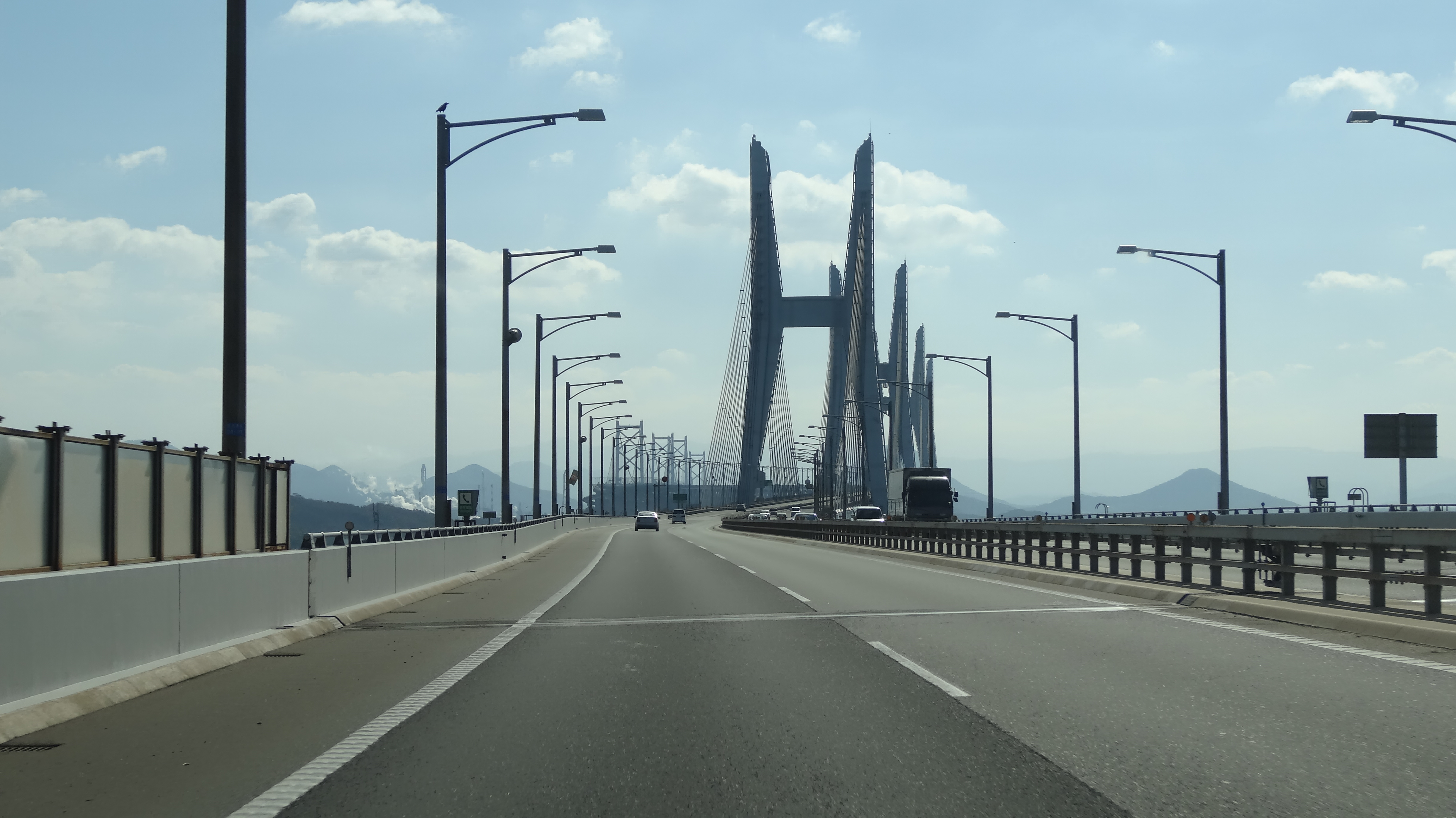
櫃石島高架橋から瀬戸大橋を眺める（助手席より撮影）
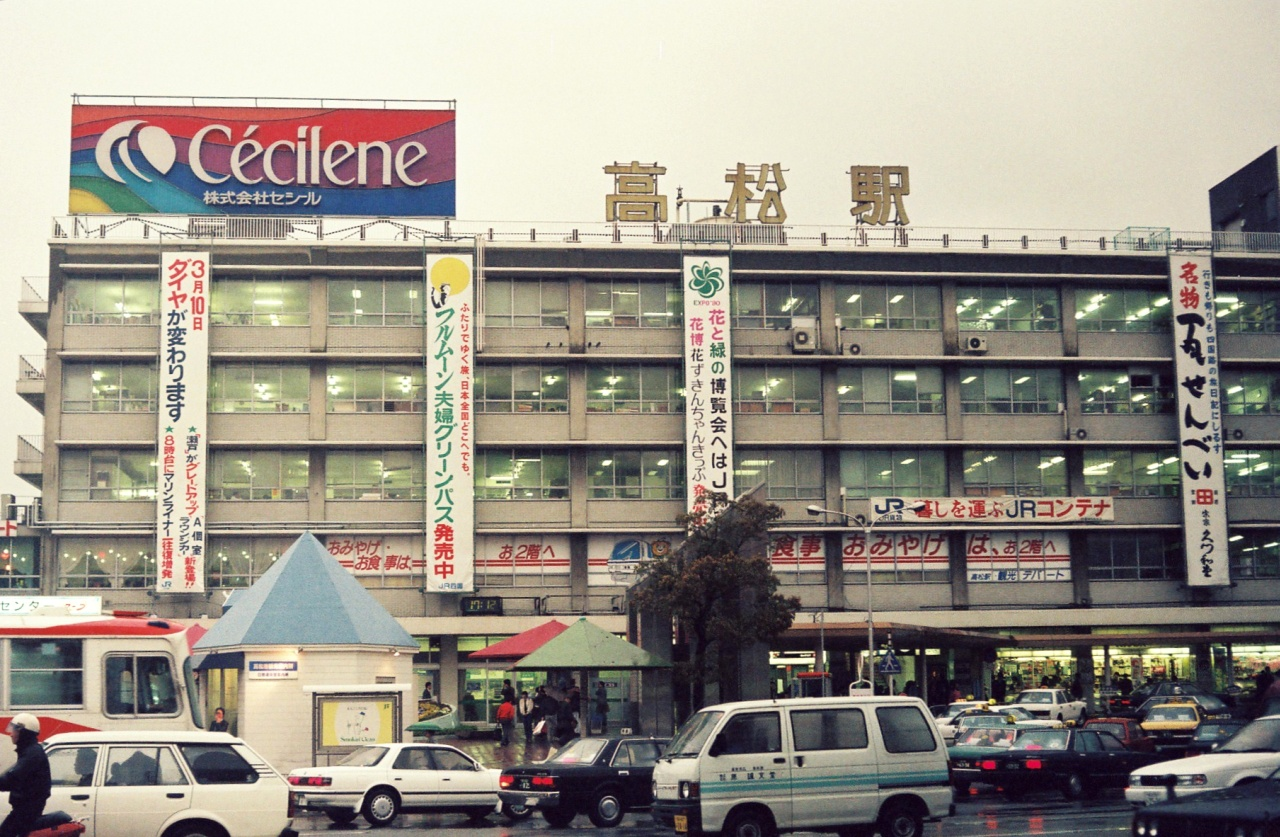
放送当時の高松駅駅舎（3代目）
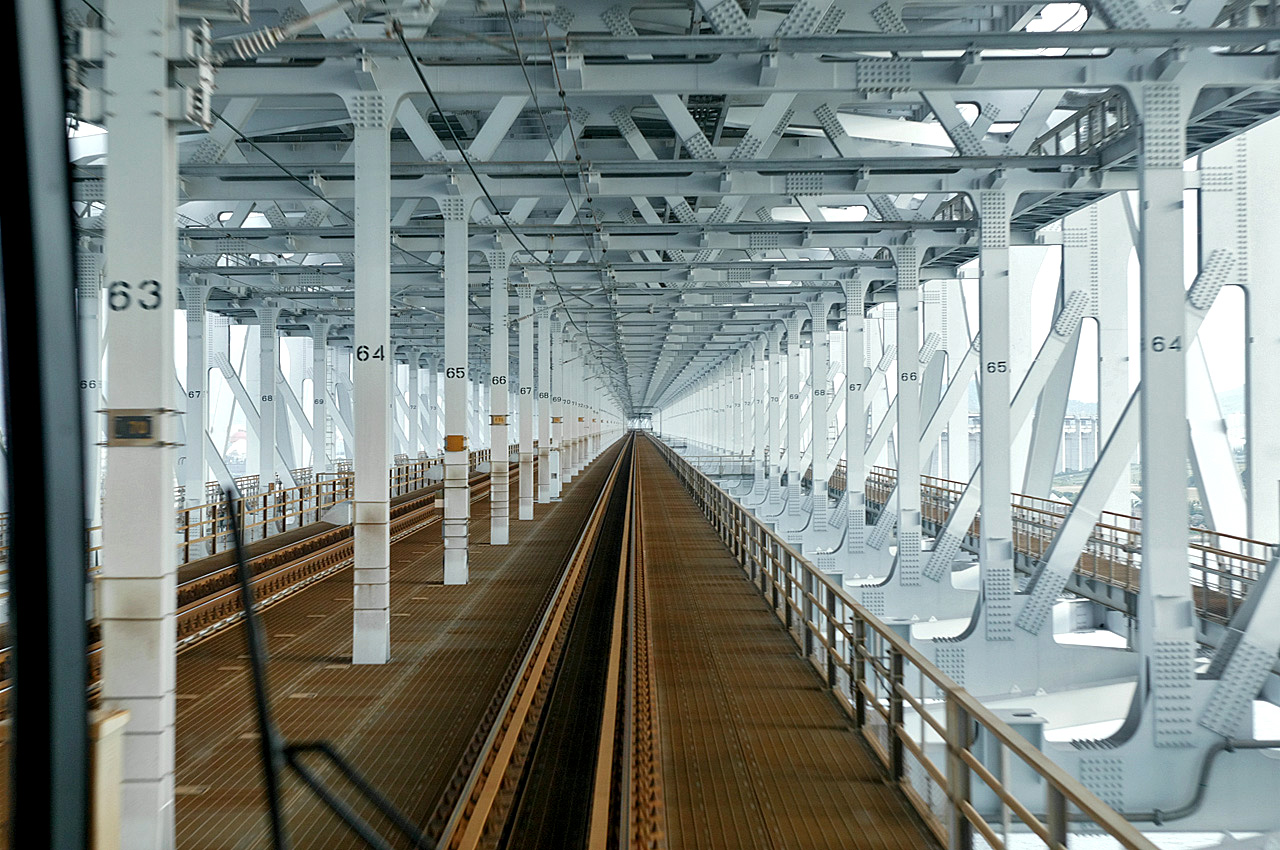
瀬戸大橋の鉄道部

### ミニコーナー
- ミニドラマ
  - 沙弥島を舞台としたミニドラマ。富田が出演し、岡山県へ転校した恋人を待つ少女の役を演じた[注 4]。
- ミニライブ
  - 「瀬戸大橋博'88 / 四国」で開催された、富田のミニライブ。詳細は後述。
- 瀬戸中央自動車道開通式
  - 式典の模様を空撮映像で放送。
- 富田靖子どっきんクルージング
  - 富田が新讃岐丸に乗船した時の様子を放送[注 5]。
- どっきんレポート 私の見つけた妙なモノ
  - 「瀬戸大橋博'88 / 四国」に関するリポート映像を放送。富田はこのコーナーのVTR振りを担当した[注 6]。

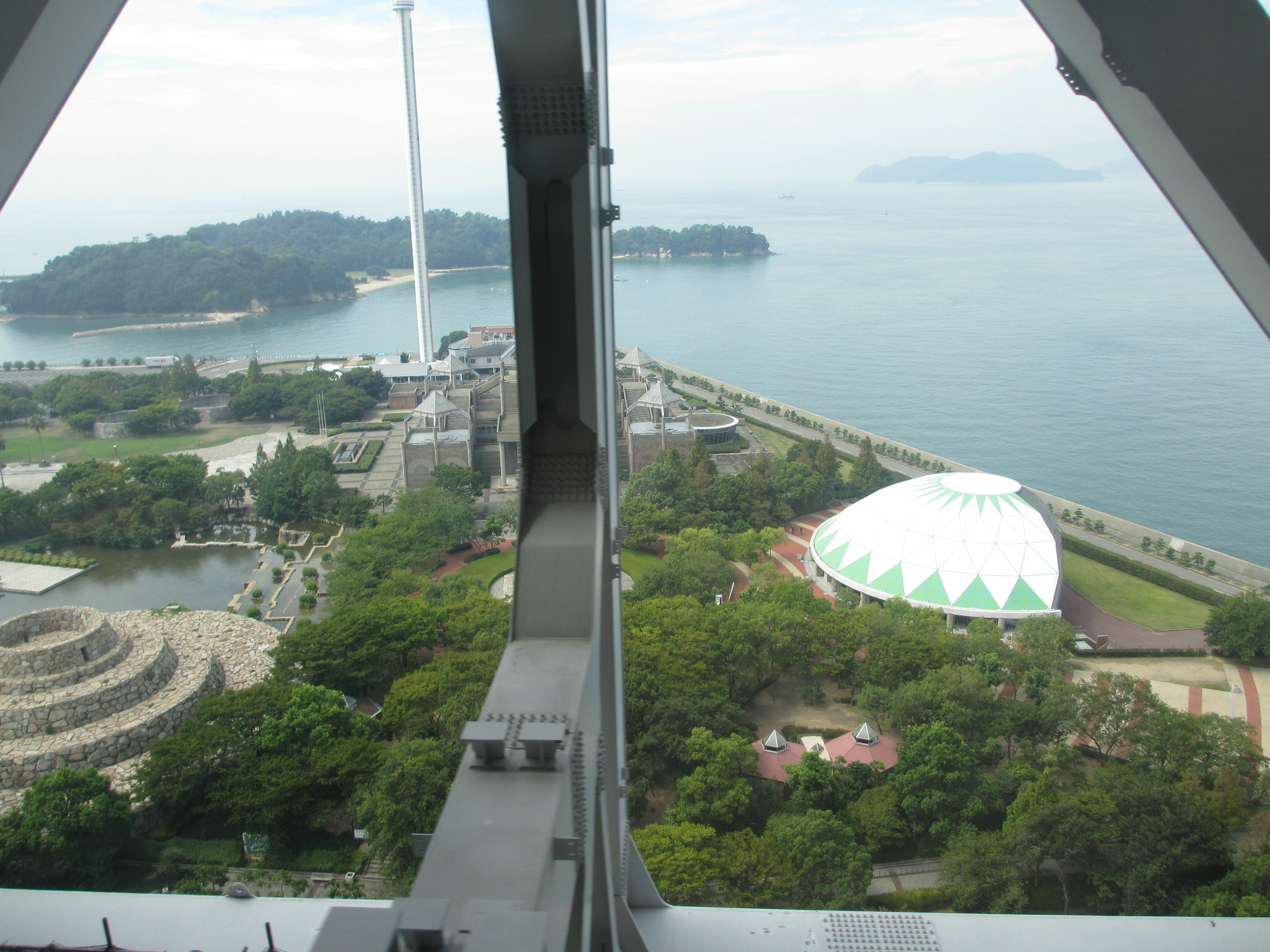
沙弥島（画像奥）を本四備讃線から望む（右側にマリンドームが写る）
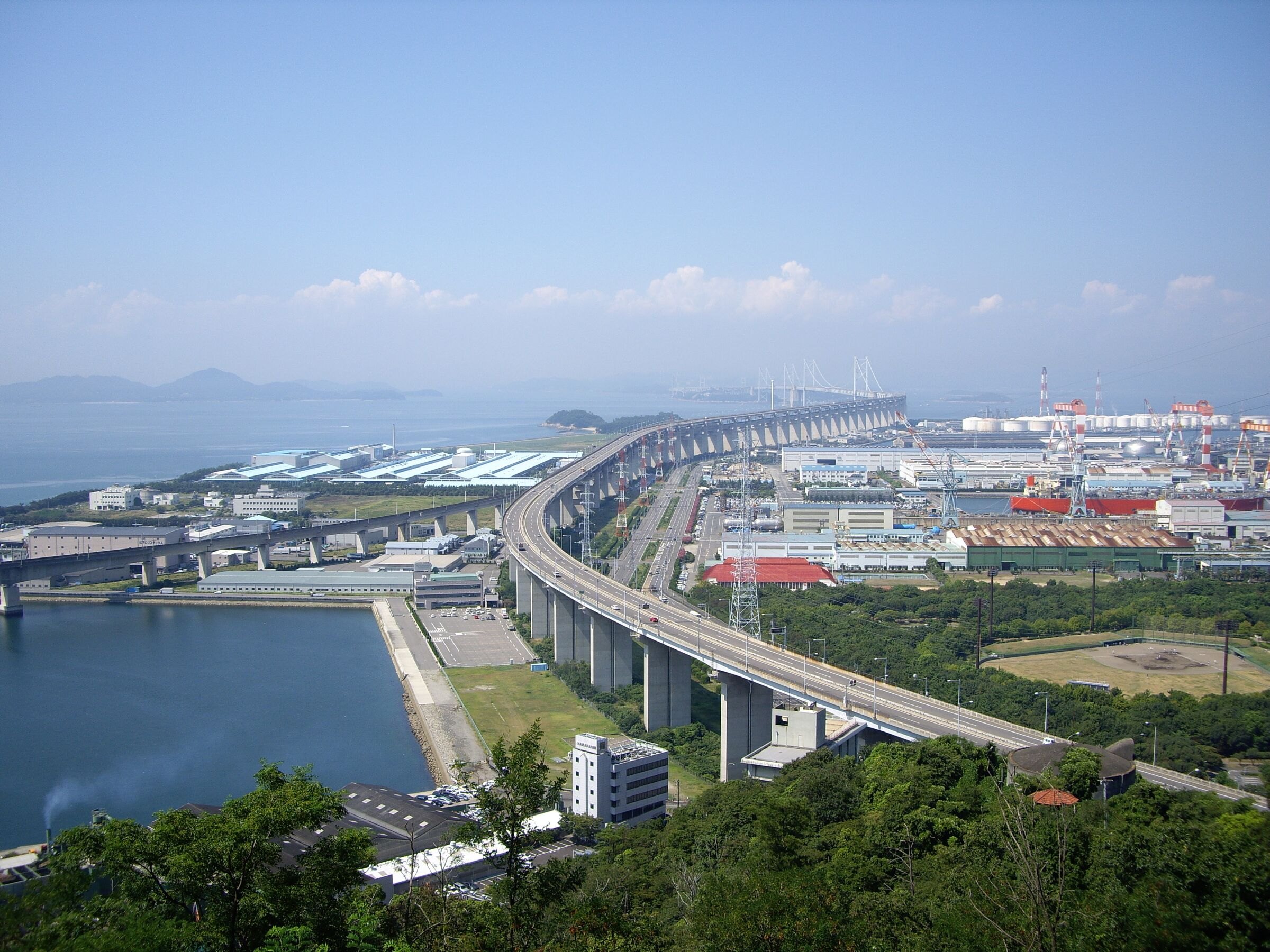
瀬戸中央自動車道（番の州高架橋から南備讃瀬戸大橋方面を望む）
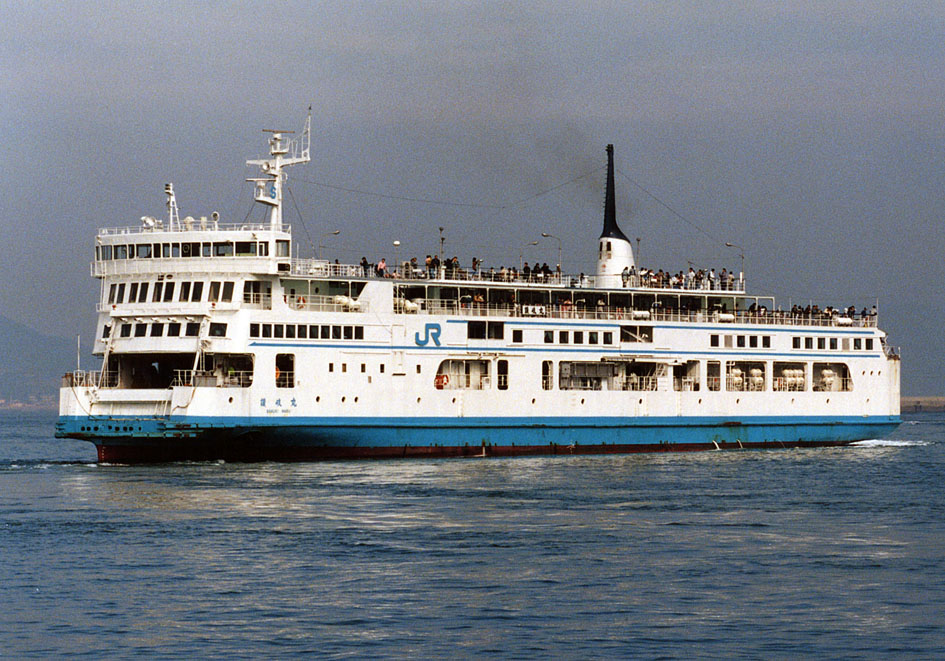
讃岐丸（JR四国の観光船）

### CM前のコーナー
- 恐怖のどっきんしりとり
  - 富田と嘉門のしりとりコーナー。富田はすべて「瀬戸大橋」で終わる言葉で返した[注 7]。
- どっきん四国って知ってますか!?
  - 富田が「『どっきん四国』知ってますか？」と嘉門に問い掛けるコーナー（同CMの「もうすぐ会える編[注 8]」に関するもの。富田がCM中で「1,2,3」と言った後のセリフを嘉門に問い掛けた[注 9]）。

## 番組中に流れた楽曲

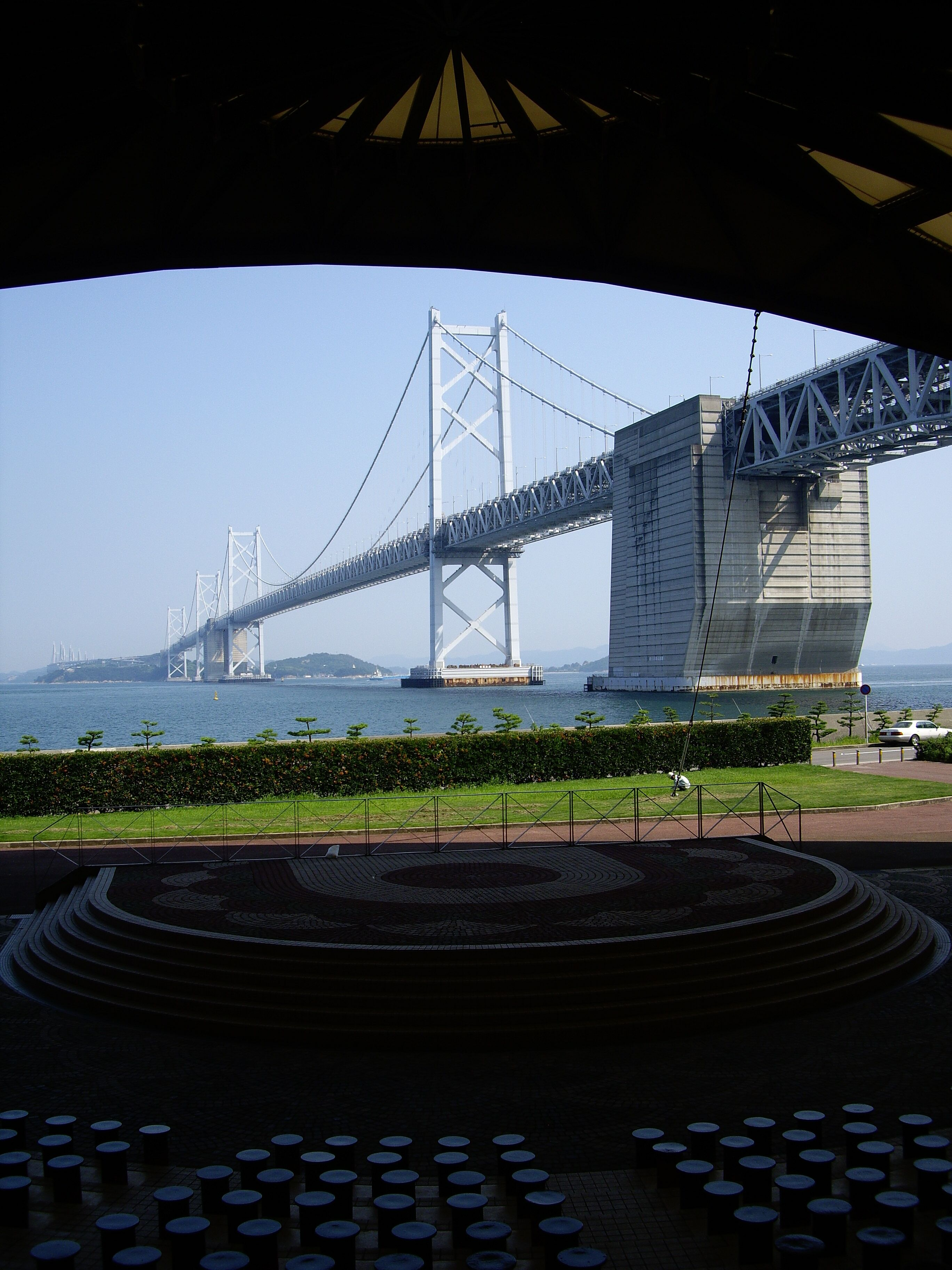
マリンドーム（瀬戸大橋側にステージが設けられている）

「マリンドーム」と呼ばれる木製ドームで富田のミニライブが行われ、番組内では下記の曲が流れた。なお、一部の曲は途中でミニコーナーなどに切り替わった。

### 赤いドレスで歌った曲
- 元気ですか!?
- 土曜日の本[注 10]
- クローバー
- 私だけのアンカー

### デニムの洋服で歌った曲
- 悲しきチェイサー
- センチメンタル・ヒッチハイク
- 元気ですか!?

備考
- ステージの後方は開閉式となっていたが、そこが開いたのは「センチメンタル・ヒッチハイク」という曲の途中からだった。
- 『元気ですか!?』は2回流れたが、2回目は当番組のエンディング曲を兼ねていたため、フルコーラスで流れた。

## 出演
- 富田靖子
- 嘉門達夫 - CM前のコーナー（前述）などに出演。

## スタッフ
- ナレーション：八木橋修
- 構成：吉村ゆう
- プロデューサー：関忠孝（西日本放送）、松山正明（アミューズ）
- ディレクター：松本直樹（メビウス）
- 製作協力：アミューズ
- 製作著作：西日本放送

## 備考
- 富田が出発式を行った列車は快速マリンライナー8号、富田が瀬戸大橋線の乗車体験をした列車は快速マリンライナー10号である。なお、空撮映像には「スーパーサルーンゆめじ」を連結した快速マリンライナーが映る。
- 「高松駅1日駅長に密着」で（快速マリンライナー8号の）出発式を行った富田は高松駅に到着する寝台特急瀬戸の到着式にも参加し、（同列車を運転した）機関士のあいさつを聞いた後、富田もあいさつを行った[注 13]。
- 「コニカ」という字が画面に大きく映るシーンがあった（同番組のスポンサーの1つであり、売店や飛行船が映った[注 14]）。

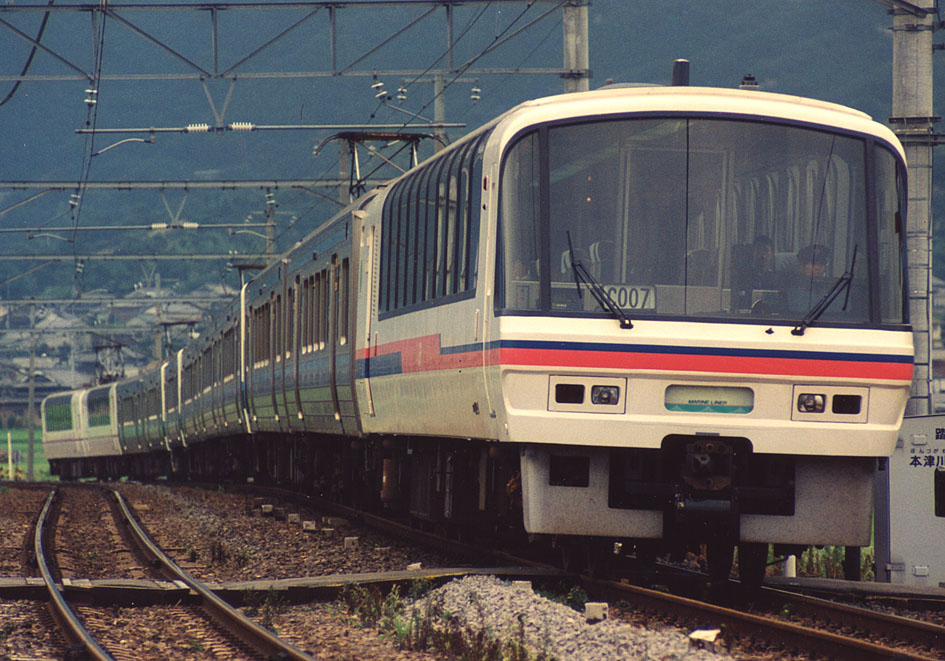
「スーパーサルーンゆめじ」（後ろ2両）を連結した快速マリンライナー（1988年撮影）
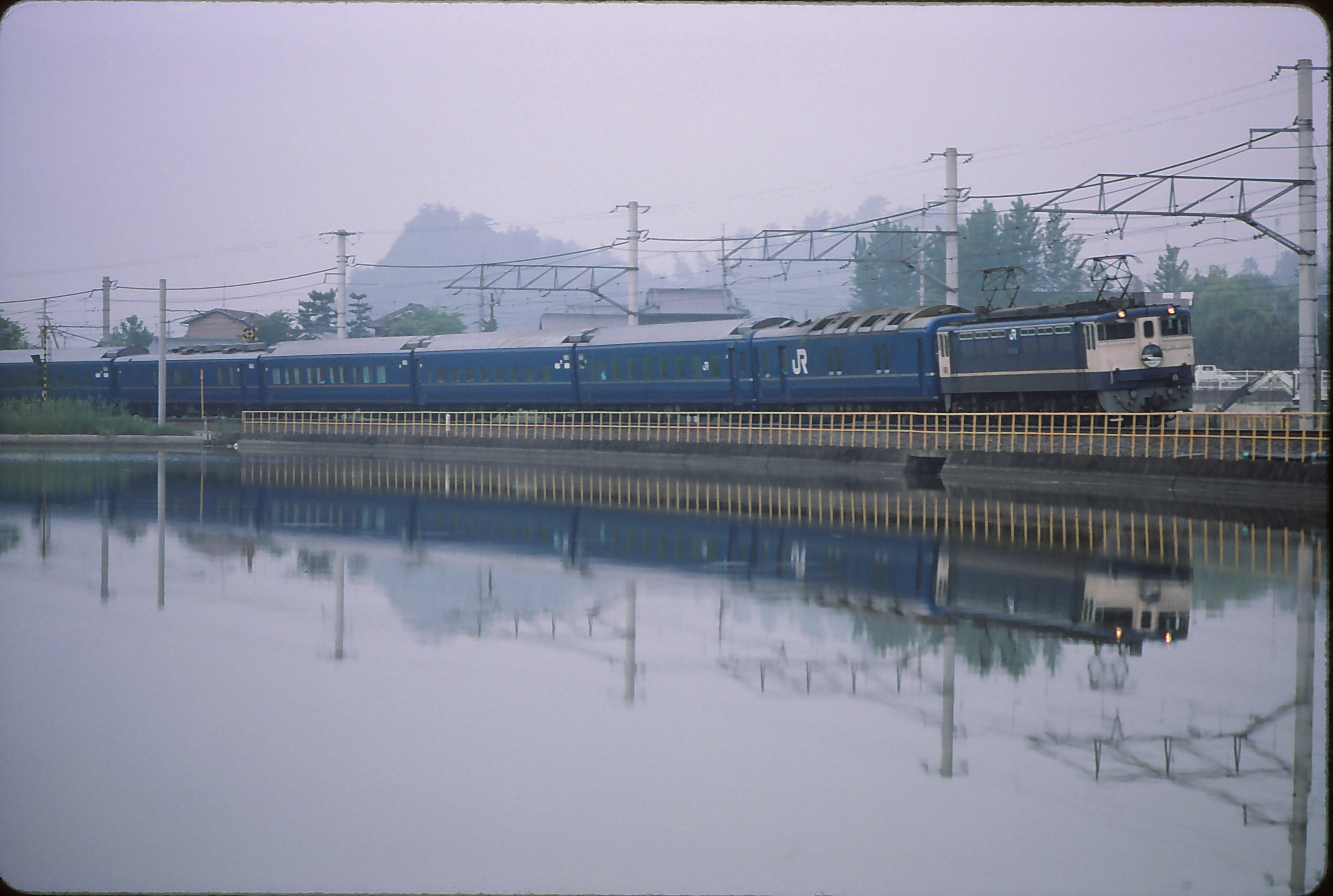
予讃線を走行する寝台特急瀬戸（1989年2月撮影）

## エピソード
- 嘉門が1985年（昭和60年）12月1日に発売した4thシングル、『哀愁の黒乳首/ペンション』の『ペンション』という曲で富田は「ヤッホー」と呼ぶ役[3]で参加したため両者の共演はそれ以来となったが、1989年（平成元年）11月3日に公開した映画『バトルヒーター』で再び富田と共演している[4]。
- 1988年（昭和63年）4月4日に放送した『歌のトップテン』（日本テレビ系列）に宇多津駅から中継で出演した富田は当番組のレポートをVTRで少し伝えた後、JR四国のジョイフルトレイン「レインボー」を背に、『元気ですか!?』を歌った[注 15]。なお、この中継に出演した富田の衣装は（当番組の）瀬戸大橋博'88 / 四国のロケで着た服と全く同じであった。

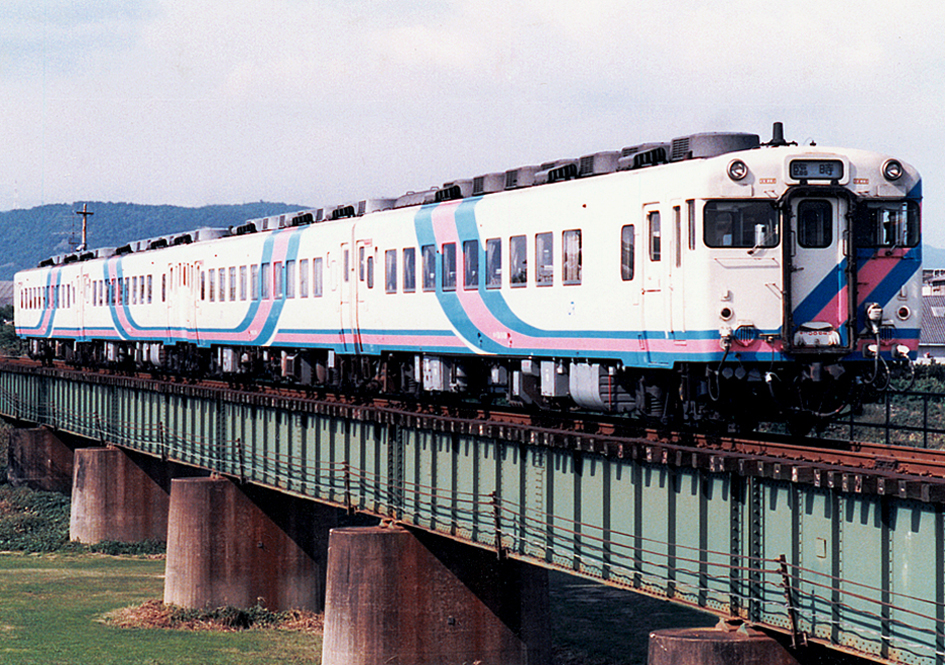
レインボー（JR四国が所有していたジョイフルトレイン。1989年、高徳線で撮影）
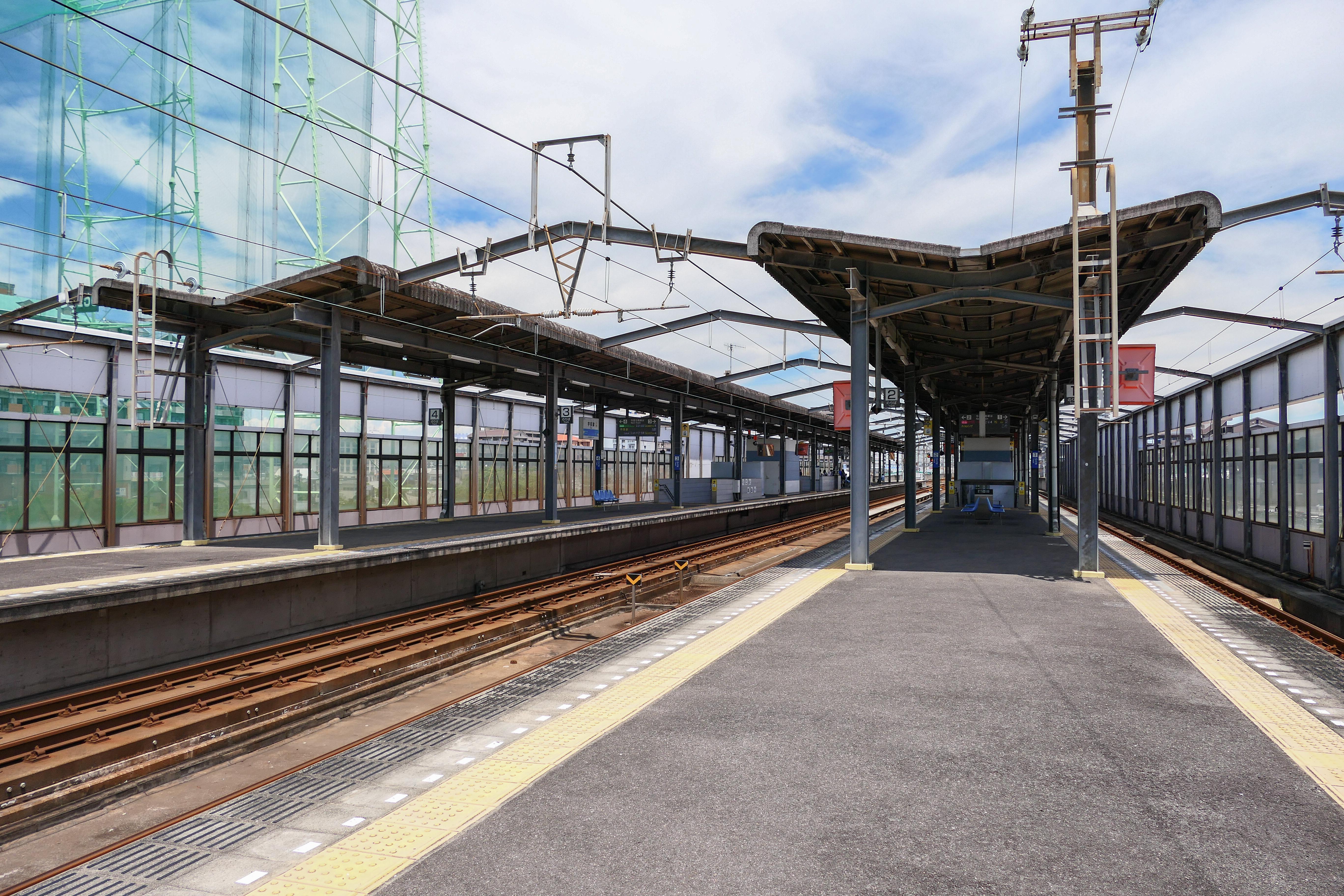
宇多津駅のホーム。『歌のトップテン』（日本テレビ系列）の中継に登場し、富田は『元気ですか!?』を歌っている（2023年7月撮影）